# Gloriana ou la Reine inassouvie
Gloriana ou la Reine inassouvie (titre original : Gloriana or the Unfulfill'd Queen, on le trouve également publié une fois sous le titre de Gloriana, or the Unfulfilled Queen: Being a Romance) est un roman uchronique de Michael Moorcock publié en 1978.
Le roman est doublement récompensé la même année par le  prix John-Wood-Campbell Memorial et un prix World Fantasy du meilleur roman.

## Résumé
Dans cette histoire, Londres n'est pas la capitale de l'Angleterre, mais celle d'Albion. Élisabeth  Ire n'existe pas ; la reine Gloriana vit retirée dans son palais souterrain alors qu'à la cour, les intrigues sont nombreuses, notamment celles du chancelier Montfallcon, de ses espions et de ses assassins. Parmi eux, le capitaine Quire est sans doute le plus machiavélique.

## Éditions françaises
- en 1994 chez  L'Atalante  (coll. Bibliothèque de l'évasion n°40). Traduction de Patrick Couton.  (ISBN 2-905158-83-2).
- en 2000 chez Gallimard (coll. Folio SF n°28). Traduction de Patrick Couton.  (ISBN 2-07-041582-1).